# Мој дом
Мој дом - часопис за лепоту живљења, како је стајало у поднаслову, је био часопис који се бавио пре свега ентеријерима и намештајем, али су у њему могли да се пронађу и различити самоградитељски савети, као и савети архитеката. Излазио је у Београду, крајем 20. века, а издавач је било ИП Мариголд. Директор и главни уредник је био Миленко Пајовић, а уредница Невена Пајовић.
Часопис је два пута награђен Златним печатом за часопис године.
Штампан је у формату 22х30cm, у колору, са пластифицираним корицама и у меком (лепљеном) повезу.